# Lepidium kawarau
Lepidium kawarau là một loài thực vật có hoa trong họ Cải. Loài này được Petrie mô tả khoa học đầu tiên năm 1885.